# Avon Championships of Houston 1982
Avon Championships of Houston 1982  — жіночий тенісний турнір, що проходив на закритих кортах з килимовим покриттям Summit in Х'юстон, Техас (США). Належав до Avon Championships Circuit 1982. Відбувсь удванадцяте і тривав з 15 до 21 лютого 1982 року. Третя сіяна Беттіна Бюнге здобула титул в одиночному розряді й отримала за це 22 тис. доларів США.

## Фінальна частина

### Одиночний розряд
Беттіна Бюнге —  Пем Шрайвер 6–2, 3–6, 6–2
- Для Бюнге це був 1-й титул за кар'єру.

### Парний розряд
Кеті Джордан /  Пем Шрайвер —  Сью Баркер /  Шерон Волш 7–6(8–6), 6–2

## Розподіл призових грошей
| Дисципліна       | П       | F       | ПФ     | ЧФ     | 1/8    | Prel. round |
| Одиночний розряд | $22,000 | $11,000 | $6,050 | $3,000 | $1,650 | $900        |